# 鞅中心极限定理
鞅中心极限定理是概率论中的一个定理，对有界的随机变量而言，常见的经典中心极限定理是它的特殊情形。经典中心极限定理说，在一定条件下，独立同分布（i.i.d.）的随机变量之和，乘以适当的标准化因数后，会依分布收敛于标准正态分布 。而鞅中心极限定理将独立性假设放宽为：这些随机变量只需构成一个鞅中的随机增量（鞅是一种随机过程 ，其从时间 {\displaystyle t} 到时间 {\displaystyle t+1} 的增量，在给定时间 1 到 {\displaystyle t} 观测值的条件下，其条件数学期望为零）。

## 定理内容
鞅中心极限定理的基本内容可陈述如下：令随机变量 {\displaystyle X_{1},X_{2},\dots \,} 构成一个鞅，即满足条件： 
{\displaystyle \mathbb {E} [X_{t+1}-X_{t}\vert X_{1},\dots ,X_{t}]=0\,,}  （鞅的定义）
进一步假设这个鞅是有限增量的，即：存在一个固定常数 {\displaystyle k>0} ，有： 
{\displaystyle |X_{t+1}-X_{t}|\leq k}
对所有 {\displaystyle t} 成立。 另假设{\displaystyle |X_{1}|\leq k} 也成立。 定义增量的条件方差为：
{\displaystyle \sigma _{t}^{2}=\mathbb {E} [(X_{t+1}-X_{t})^{2}|X_{1},\ldots ,X_{t}],}
并假设所有条件方差之和发散，即下式以概率1成立：
{\displaystyle \sum _{t=1}^{\infty }\sigma _{t}^{2}=\infty }
据此，对任意给定的常数 {\displaystyle \nu >0} ，可以定义：
{\displaystyle \tau _{\nu }=\min \left\{t:\sum _{i=1}^{t}\sigma _{i}^{2}\geq \nu \right\}.}
在所有上述假设成立的条件下，鞅中心极限定理做出如下结论：标准化的鞅随机变量： 
{\displaystyle {\frac {X_{\tau _{\nu }}}{\sqrt {\nu }}}}
随着 {\displaystyle \nu \to +\infty \!} 将会依分布收敛于标准正态分布。

## 随机增量的条件方差之和必须发散
上述定理假设了所有随机增量的条件方差之和为无穷大，即以下条件以概率1成立： 
{\displaystyle \sum _{t=1}^{\infty }\sigma _{t}^{2}=\infty }
这样可以确保以概率1，下式成立： 
{\displaystyle \tau _{v}<\infty ,\forall v\geq 0}
并不是所有鞅都满足这个条件，例如恒为零的平凡鞅。

## 定理的直观理解
可以通过将 {\displaystyle {\frac {X_{\tau _{\nu }}}{\sqrt {\nu }}}} 如下变形来更好地理解鞅中心极限定理： 
{\displaystyle {\frac {X_{\tau _{v}}}{\sqrt {v}}}={\frac {X_{1}}{\sqrt {v}}}+{\frac {1}{\sqrt {v}}}\sum _{i=1}^{\tau _{v}-1}(X_{i+1}-X_{i}),\forall \tau _{v}\geq 1}
右边的第一项渐近收敛于零，可以忽略。第二项在形式上，与独立同分布随机增量的经典中心极限定理相似，虽然其中被求和项 {\displaystyle X_{i+1}-X_{i}} 互相之间未必独立，但由鞅的定义易知它们互不相关的，因为： 
{\displaystyle \mathbb {E} [(X_{i+1}-X_{i})(X_{i+m+1}-X_{i+m})]=\mathbb {E} [\mathbb {E} [(X_{i+1}-X_{i})(X_{i+m+1}-X_{i+m})|X_{1},\ldots ,X_{i+m}]]=0}